# Venta-1
Venta-1 è il primo satellite della Lettonia.
Il satellite, del tipo CubeSat, è stato progettato dall'Università di Ventspils e dal VATP (Parco di Alta Tecnologia di Ventspill) con il supporto dell'AAC Microtec di Uppsala e della City University of Applied Sciences di Brema e costruito in Germania dall'OHB. Il lancio è stato effettuato lanciato il 23 giugno 2017 dal Centro spaziale Satish Dhawan con un razzo vettore PSLV. 
Il satellite ha a bordo due fotocamere e un sistema di identificazione automatica del traffico navale in Europa, i cui segnali sono rilevati dal Centro Radio Astronomico internazionale di Ventspils.